# Championnats du Burkina Faso de cyclisme sur route
Les championnats du Burkina Faso de cyclisme sur route sont organisés tous les ans, habituellement dans la capitale Ouagadougou.

## Hommes

### Podiums de la course en ligne
| Année | Vainqueur            | Deuxième             | Troisième            |
| ----- | -------------------- | -------------------- | -------------------- |
| 1980  | Souleymane Rabdo     |                      |                      |
| 1982  | Maxime Ouédraogo     |                      |                      |
| 1983  | Sayouba Zongo        |                      |                      |
| 1988  | Sayouba Zongo        |                      |                      |
| 1989  | Moussa Ouédraogo     |                      |                      |
| 1990  | Nana Mady            |                      |                      |
| 1991  | Moussa Belem         |                      |                      |
| 1992  | Moussa Ouédraoago    |                      |                      |
| 1993  | Ousmane Soudré       |                      |                      |
| 1994  | Laurent Zongo        |                      |                      |
| 1995  | Saïdou Rouamba       |                      |                      |
| 1996  | Souleymane Bélem     |                      |                      |
| 1997  | Boukari Tapsoba      |                      |                      |
| 1998  | Dominique Nikiéma    |                      |                      |
| 1999  | Karim Kaboré         |                      | Hamado Pafadnam      |
| 2000  | Saïdou Rouamba       | Karim Kaboré         | Jérémie Ouédraogo    |
| 2001  | Saïdou Rouamba       |                      |                      |
| 2002  | Mahamadi Sawadogo    | Jean Ilboudou        | Saïdou Rouamba       |
| 2003  | Saïdou Rouamba       | Saïdou Sanfo         | Jérémie Ouédraogo    |
| 2004  | Abdul Wahab Sawadogo | Désiré Kaboré        | Amidou Sawadogo      |
| 2005  | Jérémie Ouédraogo    | Laurent Zongo        | Saïdou Rouamba       |
| 2006  | Jérémie Ouédraogo    | Abdul Wahab Sawadogo | Tidiane Ouédraogo    |
| 2007  | Saïdou Sanfo         | Jérémie Ouédraogo    | Sylvain Ilboudo (de) |
| 2008  | Abdul Wahab Sawadogo | Saïdou Rouamba       | Sylvain Ilboudo (de) |
| 2009  | Jérémie Ouédraogo    | Abdul Wahab Sawadogo | Seidou Tall          |
| 2010  | Abdul Wahab Sawadogo | Jérémie Ouédraogo    | Yacouba Yaméogo      |
| 2011  | Abdul Wahab Sawadogo | Mahamadi Balima      | Rasmané Ouédraogo    |
| 2012  | Rasmané Ouédraogo    | Hamidou Yaméogo      | Grégoire Ouédraogo   |
| 2013  | Hamidou Yaméogo      | Rasmané Ouédraogo    | Salfo Bikienga       |
| 2014  | Salfo Bikienga       | Rasmané Ouédraogo    | Mahamadi Balima      |
| 2015  | Seydou Bamogo        | Yacouba Yaméogo      | Abdou Sokondo        |
| 2016  | Rasmané Ouédraogo    | Mathias Sorgho       |                      |
| 2017  | Mathias Sorgho       | Salif Yerbanga       | Benjamin Ouédraogo   |
| 2018  | Souleymane Koné      | Harouna Ilboudo      | Bassirou Guigemde    |
| 2019  | Salfo Bikienga       | Paul Daumont         | Abdoulaye Rouamba    |
| 2020  | Pas organisé         | Pas organisé         | Pas organisé         |
| 2021  | Paul Daumont         | Bachirou Nikiéma     | Souleymane Koné      |
| 2022  | Moucaïla Rawendé     | Mathias Sorgho       | Abdoulaye Rouamba    |
| 2023  | Paul Daumont         | Boureima Nana        | Vincent Mouni        |
| 2024  | Paul Daumont         | Vincent Mouni        | Wahabou Bouda        |
| 2025  | Daouda Soulama       | Saturnin Yaméogo     | Souleymane Koné      |

Multi-titrés
- 4 : Abdul Wahab Sawadogo, Saïdou Rouamba
- 3 : Paul Daumont, Jérémie Ouédraogo
- 2 : Salfo Bikienga, Rasmané Ouédraogo, Moussa Ouédraogo, Sayouba Zongo

### Podiums de la course en ligne espoirs
| Année | Vainqueur        | Deuxième         | Troisième        |
| ----- | ---------------- | ---------------- | ---------------- |
| 2018  | Souleymane Koné  | Paul Daumont     | Daouda Ouédraogo |
| 2019  | Paul Daumont     | Bachirou Nikiéma | Souleymane Koné  |
| 2020  | Pas organisé     | Pas organisé     | Pas organisé     |
| 2021  | Paul Daumont     | Mouni Ouédraogo  | Sadou Diallo     |
| 2022  | Saturnin Yaméogo | Vincent Mouni    |                  |
| 2025  | Soumaïla Ilboudo |                  |                  |

Multi-titrés
- 2 : Paul Daumont

## Femmes

### Podiums de la course en ligne
| Année | Vainqueur          | Deuxième           | Troisième      |
| ----- | ------------------ | ------------------ | -------------- |
| 2019  | Awa Bamogo         | Roukieta Ouédraogo | Clarisse Bilgo |
| 2020  | Pas organisé       | Pas organisé       | Pas organisé   |
| 2021  | Awa Bamogo         | Lamoussa Zoungrana | Clarisse Bilgo |
| 2022  | Lamoussa Zoungrana | Lydie Congo        |                |
| 2023  | Lamoussa Zoungrana | Awa Bamogo         | Clarisse Bilgo |
| 2024  | Lamoussa Zoungrana |                    |                |
| 2025  | Awa Bamogo         | Lamoussa Zoungrana |                |

Multi-titrées
- Awa Bamogo, Lamoussa Zoungrana